# Lophoptera apicalis
Lophoptera apicalis là một loài bướm đêm trong họ Noctuidae.